# Ханаєва Євгенія Никандрівна
Євге́нія Ника́ндрівна Хана́єва (1921—1987) — радянська російська акторка театру і кіно. Заслужена артистка РРФСР (1963). Кавалерка ордена «Знак Пошани» (1967). Народна артистка РРФСР (1977). Лауреатка Державної премії РРФСР імені Н. К. Крупської (1978). Народна артистка СРСР (1987).

## Біографія
Народилася 1921 р. у м. Богородськ Московської губернії (нині — Ногінськ Московської області). Батько — оперний співак Никандр Ханаєв.
У дитинстві по кілька годин щодня займалася навчанням грі на фортепіано і вокалу. Дуже любила театр і мріяла про сцену.
У 1938—1939 рр. — студентка юридичного факультету МДУ.
У 1939—1941 рр. займалася в театральному училищі ім. Щепкіна, в 1941—1943 рр. — у Московському міському театральному училищі. Перейшла в Школу-студію МХАТу при її створенні (1943), яку закінчила у 1947 році.
Протягом усього життя (40 років) служила в Московському художньому академічному театрі. Серед театральних робіт — ролі в спектаклях: «Домбі і син» (1949, місіс Чик), «Міщани» (1949), «Плоди освіти» (1951, княжна), «Золота карета» (1957), «Зимова казка» (1958), «Юпітер сміється» (1958), «Ляльковий дім» (1960), «Марія Стюарт» (1962, королева Єлизавета), «Чайка» (1968, Поліна Андріївна), «Іванов» (1976, Зюзюшка), «Старий Новий рік» (1973), «Засідання парткому» (1975), «Ми, що нижче підписалися» (1979), «Так переможемо!» (1981).
Ханаєва була глибокою й іронічною акторкою, добре співала, танцювала. Найкраще їй вдавалися характерні, ексцентричні, гротескні, комедійні ролі. Колеги захоплювалися її талантом. А кінокритикиня Лариса Малюкова дала визначення її амплуа як «чеховської клоунеси», що «відіграла лише п'ять відсотків від її обдарування».
Знімалася в кіно. Переважно ролі другого плану, але завжди яскраві. Всього в кіно і фільмах-спектаклях виконала близько 60 ролей.
Євгенія Ханаєва померла після важкої хвороби і операції 8 листопада 1987 р. у Москві (за іншими джерелами — с. Глухово, Ногінський район). Про присвоєння їй звання Народної артистки СРСР вона не дізналася.
Похована на Введенському (Німецькому) кладовищі поряд з батьком.

### Пам'ять
- 2010: Документальний фільм «Євгенія Ханаева. Під звуки нестаріючого вальсу» ((рос.) «Евгения Ханаева. Под звуки нестареющего вальса», Росія, ДТРК «Культура», реж. Ольга Жукова)
- 2011: Документальний фільм в телевізійному циклі «Кумири»: "Євгенія Ханаева. З антрактом на любов… " ((рос.) «Евгения Ханаева. С антрактом на любовь…», Росія, телекомпанія «Останкіно», реж. Ірина Крячко)

## Фільмографія
- «Людина без паспорта» (1966, Клавочка, працівниця поштового відділення)
- «Експеримент» (1970, вчителька Олени)
- «День за днем» (1971, Мохальова Антоніна Григорівна)
- «Монолог» (1972, Ельза Іванівна, роль озвучила І. Губанова)
- «Свій хлопець» (1973, Таїсія Петрівна)
- «Дивні дорослі» (1974, Августа Яківна)
- «Життя і смерть Фердинанда Люса» (1976, Гізелла Дорнброк)
- «Розіграш» (1976, Марія Василівна Девятова, класна керівниця) — Кінофестиваль в Ризі (1977): Премія за найкраще виконання жіночої ролі. Державна премія РРФСР імені Н. К. Крупської (1978).
- «...та інші офіційні особи» (1976, Зінаїда Петрівна)
- «За сімейними обставинами» (1977, реж. О. Корєнєв; Ізольда Тихонівна, мати Миколи)
- «Власна думка» (1977, Людмила Іванівна, начальниця відділу кадрів)
- «Весняна Олімпіада, або Начальник хору» (1979, піонервожата Інеса Аркадіївна, роль озвучила М. Виноградова)
- «Капітанська дочка» (1978, Василиса Єгорівна)
- «Москва сльозам не вірить» (1979, мати Рачкова)
- «Якщо би я був начальником...» (1980, теща Немоляєва)
- «Старий Новий рік» (1980, Анна Романівна)
- «У матросів немає питань» (1980, Анна Євлампіївна)
- «Тихі трієчники» (1980, Лідія Павлівна)
- «Остання втеча» (1980, Євгенія Матвіївна, бабуся Віті)
- «Ідеальний чоловік» (1980, леді Маркбі)
- «Куди зник Фоменко?» (1981, мати Фоменко)
- «Мати Марія» (1982, мадам Ланже)
- «Бережіть чоловіків!» (1982, представниця іноземної фірми на виставці)
- «Божевільний день інженера Баркасова» (1982, Аліса Юріївна, теща Баркасова)
- «Пізня любов» (1983, Феліцата Антонівна Шаблова, матінка Миколая та Дормедонта)
- «Однолюби» (1982, Мері Клепкоф, Марія,)
- «Вітя Глушаков — друг апачів» (1983, Кіра Іванівна, начальниця Вітіного батька)
- «Горобець на льоду» (1983, капітан міліції)
- «Блондинка за рогом» (1984, Тетяна Василівна, мати Миколи)
- «Мій обранець» (1984, реж. О. Корєнєв; Бескова)
- «Інститут бабусь» (1984, баба Зіна)
- «Нам не дано передбачити…» (1984, епізод)
- «Несхожа» (1985, Ніна Харитонівна, вчителька)
- «Хто увійде в останній вагон» (1986, Агнеса)
- «Загадковий спадкоємець» (1987, реж. Т. Лисиціан; Глаша)
- «Під знаком Червоного Хреста» (1987, Віра Опанасівна) та ін.

Акторські роботи в українських кінофільмах:
- «Чарівний голос Джельсоміно» (1977, реж. Т. Лисиціан; тітонька Кукурудза; вокал — Жанна Рождественська)
- «Поїздка через місто» (1979, реж. А. Бенкендорф; директор ЦПКіВ)
- «Дивна відпустка» (1980, реж. М. Засєєв-Руденко i І. Вєтров; Анна Романівна)
- «4:0 на користь Тетянки» (1982, реж. Р. Василевський; Зоя Олександрівна)
- «Просто жах!» (1982, реж. О. Полинніков; Антоніна Георгіївна; Одеська кіностудія)
- «Час для роздумів» (1982, реж. С. Ашкеназі; Ірина Михайлівна, мати Алі; Одеська кіностудія)
- «Поцілунок» (1983, реж. Р. Балаян; дружина генерала)
- «Канкан в Англійському парку» (1984, реж. В. Підпалий; Валерія Сопеляк)
- «До розслідування приступити» («Наклеп», 1987, т/ф, 2 с, реж. А. Бенкендорф; Рябикова)